# Замощаны
Замощаны (бел. Замашчаны) — деревня в Озаричском сельсовете Калинковичского района Гомельской области Белоруссии.

## География

### Расположение
В 48 км на север от Калинкович, 13 км от железнодорожной станции Холодники (на линии Жлобин — Калинковичи), 153 км от Гомеля.

### Гидрография
На востоке мелиоративные каналы и река Ипа (приток реки Припять).

## Транспортная сеть
Транспортные связи по просёлочной, затем автомобильной дороге Калинковичи — Бобруйск. Планировка состоит из прямолинейной улицы, близкой к меридиональной ориентации и застроенной двусторонне деревянными крестьянскими усадьбами.

## История
По письменным источникам известна с XVIII века как деревня в Мозырском повете Минского воеводства Великого княжества Литовского. После 2-го раздела Речи Посполитой (1793 год) в составе Российской империи. Согласно переписи 1897 года действовали хлебозапасный магазин, церковно-приходская школа. В 1908 году в Озаричской волости Бобруйского уезда Минской губернии.
В 1930 году организован колхоз „Двигатель революции“, работали кузница, начальная школа (в 1935 году 116 учеников). Во время Великой Отечественной войны на фронте и в партизанской борьбе погибли 50 жителей. Согласно переписи 1959 года в составе совхоза „Озаричи“ (центр — деревня Озаричи)), работал магазин.

## Население
- 1795 год — 21 двор.
- 1897 год — 57 дворов, 330 жителей (согласно переписи).
- 1908 год — 90 дворов, 459 жителей.
- 1917 год — 521 житель.
- 1925 год — 103 двора.
- 1959 год — 247 жителей (согласно переписи).
- 2004 год — 23 хозяйства, 43 жителя.